# Terremotos de Yunnan de 1988
Los terremotos de Yunnan de 1988, también conocidos como los terremotos del 6 de noviembre por los medios chinos, fueron un par de eventos sísmicos devastadores que sacudieron los condados de Lancang y Gengma, Yunnan, cerca de la frontera con el estado de Shan, Myanmar, en la noche del 6 de noviembre de 1988.El terremoto tuvo una magnitud de momento de 7,7 y fue seguido 12 minutos más tarde por uno de 6,4. A estos terremotos se les asignó una intensidad sísmica máxima en China de IX y X, respectivamente. 939 personas murieron; más de 7.700 resultaron heridas. Ambos terremotos provocaron daños y pérdidas económicas por valor de 270 millones de dólares estadounidenses. Réplicas moderadamente grandes continuaron sacudiendo la región, causando más víctimas y daños.

## Entorno tectónico
Las montañas Shan están atravesadas por fallas de deslizamiento para dar cabida a la rotación de la corteza terrestre de la placa de la Sonda y la orogénesis como resultado de la colisión India-Asia, donde la Placa de India está subempujada debajo de la Placa Euroasiática. La montañas Shan se formaron por levantamiento a lo largo de la zona de falla de la escarpa de Shan, una zona de corte inactiva y una falla de empuje a lo largo de su base occidental.Ubicada al este de la falla de la escarpa de Shan se encuentra la falla activa de Sagaing, una falla de transformación dextral que separa la placa de Birmania de la placa de la Sonda. En el límite norte de la meseta de Shan se encuentra la falla del río Rojo, una falla dextral activa de 1.000 kilómetros de longitud.
Los terremotos en esta parte del sudeste asiático generalmente muestran mecanismos focales correspondientes a fallas de deslizamiento de rumbo poco profundas en el lado izquierdo y en el lado derecho.La deformación por corte entre las fallas del Río Rojo y Sagaing provoca fallas estilo estantería que se manifiestan en fallas predominantemente dextrales dentro de la meseta de Shan.Los sistemas sinistrales siguen una tendencia de este a noreste o de este a oeste durante varios cientos de kilómetros, compensando los ríos Mekong y Salween. Las estructuras dextrales siguen un rumbo noroeste o norte-sur. Los terremotos de 1988 fueron el resultado del deslizamiento a lo largo de una zona de falla dextral.
El 12 de julio de 1995, otro terremoto de magnitud 6,8 sacudió la misma zona.Dejó al menos 11 muertos, destruyó más de 100.000 viviendas y dañó otras 42.000.El terremoto pudo haber sido provocado por la transferencia de tensión de los acontecimientos de 1988.

## Terremoto
Los terremotos se originaron a lo largo de la zona de falla de Longlin-Lancang; una sorprendente estructura de 210 kilómetros de largo de noroeste a sureste. Su sección norte es una sola hebra mientras que la sección sur comprende una anastomosis compleja de fallas. Esta falla dextral, que se formó entre principios y mediados del Mioceno, ha acumulado 17 kilómetros de desplazamiento. Su tasa de deslizamiento estimada es de 3,4 milímetros por año.Anteriormente era una falla sinistral, ya que según estudios geológicos se observaron 30 kilómetros de desplazamiento lateral izquierdo en un batolito.
Se midieron desplazamientos laterales derechos de 1,4 a 2 metros a lo largo de la ruptura de la superficie del terremoto principal de 7,0. El Servicio Geológico de Estados Unidos catalogó el terremoto en 7,7.También se midió un pequeño componente de deslizamiento por inmersión. Estas rupturas de la superficie siguieron a un rumbo norte-noroeste durante unos 24 kilómetros. El primer terremoto principal rompió una zona de falla estimada de 53 a 70 kilómetros de largo por 26 kilómetros de ancho que se extendía de noroeste a sureste.El desplazamiento máximo de la superficie dextral medido fue de 2,0 metros y el desplazamiento vertical fue de 0,5 metros.La zona de la falla se rompió a una velocidad estimada de 2 kilómetros por segundo.
Doce minutos más tarde, un terremoto con una magnitud de onda superficial de 7,2 se produjo a 63 kilómetros al norte-noroeste del primer terremoto.En la escala de magnitud de momento, midió 6,4.El área de ruptura fue casi el doble que la del terremoto principal de 7,7. La secuencia de eventos se considera un terremoto doblete.
Justo antes del primer terremoto principal, un terremoto de 2,6 precedió al desastre; fue el único terremoto previo registrado en la secuencia del terremoto.
Los dos eventos son los terremotos más grandes que han afectado tanto a la provincia de Yunnan como al estado de Shan desde 1970 y 1912, respectivamente. El 5 de enero de 1970, un terremoto de magnitud 7,1 sacudió el condado de Tonghaiy el 23 de mayo de 1912, el estado de Shan sufrió un terremoto de magnitud 7,9.

### Réplicas
El 30 de noviembre se produjo una gran réplica de magnitud 6,1 que provocó más heridos y daños.Hasta el 20 de diciembre se habían registrado más de 600 réplicas.

### Intensidad
El primer terremoto principal produjo un temblor al que se le asignó un máximo de IX en la escala de intensidad sísmica de China.Esta zona de intensidad tenía una longitud de eje de 27 kilómetros, siendo el ancho más ancho de 8 kilómetros, cubriendo un área de 170 kilómetros cuadrados. Se extendía de noroeste a sureste desde Mujia hasta el municipio de Zhutang. Su frontera noreste se encuentra a lo largo de la orilla oriental del río Heihe, al oeste del municipio de Fubang. Se observaron deslizamientos de tierra, rupturas de superficie, licuefacción y falla del terreno.
La intensidad VIII abarcó el municipio étnico Xuelin Wa en el municipio de Mujia al norte y el municipio de Zhutang al sureste. Dentro de esta zona estaba el condado de Ximeng al oeste. Esta zona tenía una longitud de eje de 52 kilómetros y una anchura de 20 kilómetros, cubriendo una superficie de 820 kilómetros cuadrados. Casi todas las casas de la región se derrumbaron y muy pocas quedaron intactas. El terremoto también provocó deslizamientos de tierra y fallas del terreno en todas partes.
El condado de Cangyuan en el norte hasta Shangyun y el condado de Lancang en el sur estaban dentro del área de VII. El límite occidental también se extendía hasta el condado de Ximeng, mucho más allá de la frontera entre Birmania y China, hasta el estado de Shan. Los daños fueron menos graves, aunque algunas casas se derrumbaron. Las casas ligeras permanecieron intactas y gran parte de los daños a las casas comunes reportados incluyeron grietas en las paredes. Se produjeron deslizamientos de tierra, grietas en el suelo y ebullición de arena. Esta zona cubría una gran superficie de 3.680 kilómetros cuadrados.
Se sintieron temblores de fuertes a débiles en Tailandia, Laos, Vietnam y Bangladesh. En Bangkok, Tailandia, las personas que se encontraban en edificios de gran altura sintieron temblores débiles. La intensidad de Mercalli evaluada en Chiang Mai fue de VI, dañando algunos edificios.
El segundo terremoto principal tuvo una intensidad máxima de X.La zona incluía el condado de Gengma al norte y Yanshuai al sur, el municipio de Tuanjie y el condado de Cangyuan al este y el municipio de Mengsheng y el condado de Cangyuan al oeste. Muchas casas colapsaron totalmente o quedaron gravemente comprometidas en esta zona. Muchos edificios también sufrieron graves daños. Las casas de construcción ligera se derrumbaron o inclinaron debido a los daños resultantes de la ruptura. Se observaron licuefacción y fisuras expulsando agua. Esta zona es una elipse noroeste con un eje mayor de 25 kilómetros y un eje menor de 8 kilómetros, cubriendo un área de 160 kilómetros cuadrados.
La zona de intensidad VIII se extendía desde Gengma en el norte hasta Yanshuai y el municipio de Nuoliang en el sur. Pocas casas quedaron en pie y las casas livianas se inclinaron. Los daños al terreno fueron idénticos a los observados en la zona de IX. Esta zona seguía una elipse noroeste de 940 kilómetros cuadrados.
La nueva aldea de Aiguo, la ciudad de Gengxuan, el condado de Gengma en el norte, al sur del río Shuangjiang en el este, al sur de Lancang Shangyun en el sur y al oeste hasta Minliang del municipio de Menglai, el condado de Cangyuan en el oeste estaban dentro de la zona de intensidad VII. Como resultado, las casas de adobe se derrumbaron por completo. La intensidad VII se sintió en un área de 3.020 kilómetros cuadrados. La intensidad VI del segundo terremoto cubrió un área de 32.700 kilómetros cuadrados.